# Бісектор

Бісектор (рос. бисектор, англ. besector, нім. Bisector m) – два вертикальних штрихи сітки ниток візирної труби маркшейдерського або геодезичного приладу, які сумісно використовують для візування на ціль шляхом введення її в проміжок між штрихами. Відстань між штрихами вибирається такою, щоб візувальні промені, що проходять через них, утворили в головній точці об'єктива кут γ у межах 30-60". У цьому випадку спостерігач при наведенні припускається найменшої похибки.